# Kościół św. Mikołaja w Rzeszowie
Kościół św. Mikołaja – parafialny kościół rzymskokatolicki znajdujący się przy ul. Dębickiej w Przybyszówce, części Rzeszowa.

## Historia
Obecny kościół wybudowany jest na miejscu wcześniejszych, drewnianych. Pierwszy kościół drewniany został zniszczony przez pożar w 1621, kolejny drewniany został rozebrany w 1802, w trakcie budowy murowanego kościoła (1797-1806). Fundatorem świątyni był Jędrzej z Zakliczyna. Projekt wykonał architekt Hauzan. W latach 1912 i 1923 czyniono starania o rozbudowę kościoła, które jednak nie przyniosły efektów. W latach 50. XX wieku  dobudowano kruchtę i przedsionek do zakrystii.
W 1982 uzyskano pozwolenie na rozbudowę. W 1984 inż. Jan Rączy opracował projekt rozbudowy świątyni. Budowę rozpoczęto w 1985, a ukończono w 1991.

## Opis
Kościół składa się z dwóch części. Starsza to murowany kościół postawiony na przełomie XVIII i XIX wieku. Do niego, od strony północnej, dostawiony jest tzw. nowy kościół, wybudowany w latach 1984-1991. Dwa kościoły stanowią jedną przestrzeń sakralną.

## Otoczenie
W 1991 r. przy kościele wybudowano dom rekolekcyjny z kaplicą pw. bł. Karoliny Kózkówny.
Przy kościele od 2005 działa Dom Zakonny i przedszkole Sióstr Służebniczek Najświętszej Marii Panny Niepokalanie Poczętej.